# Lycus Sulci
Lycus Sulci es una parte de la superficie del cuadrángulo de Amazonis en Marte, con su ubicación centrada en 24,6° de latitud norte y 141,1° de longitud oeste. Tiene 1.350 km de largo y lleva el nombre de una de las características de albedo en Marte. El término " surcos " se aplica a surcos y crestas subparalelas.

## Galería

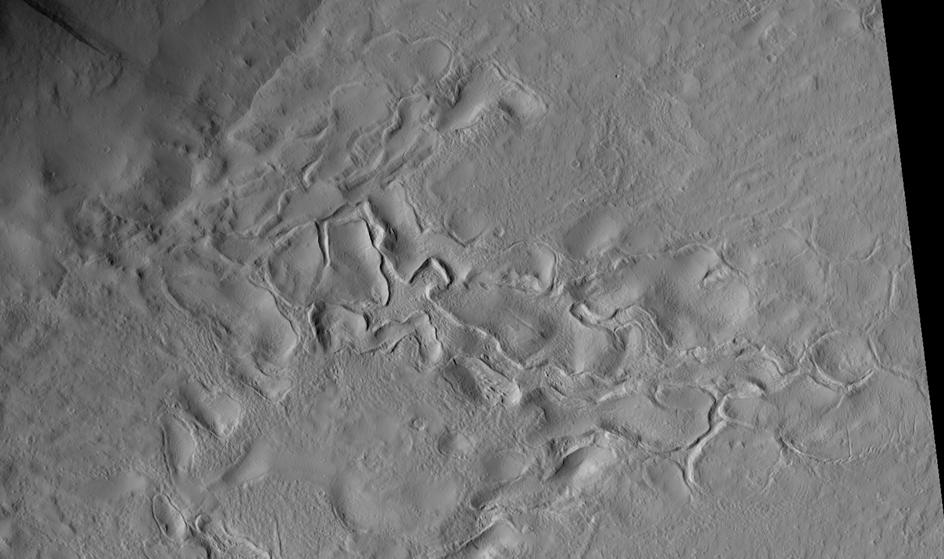
Características de la superficie de Lycus Sulci, vistas por HiRISE bajo el programa HiWish.
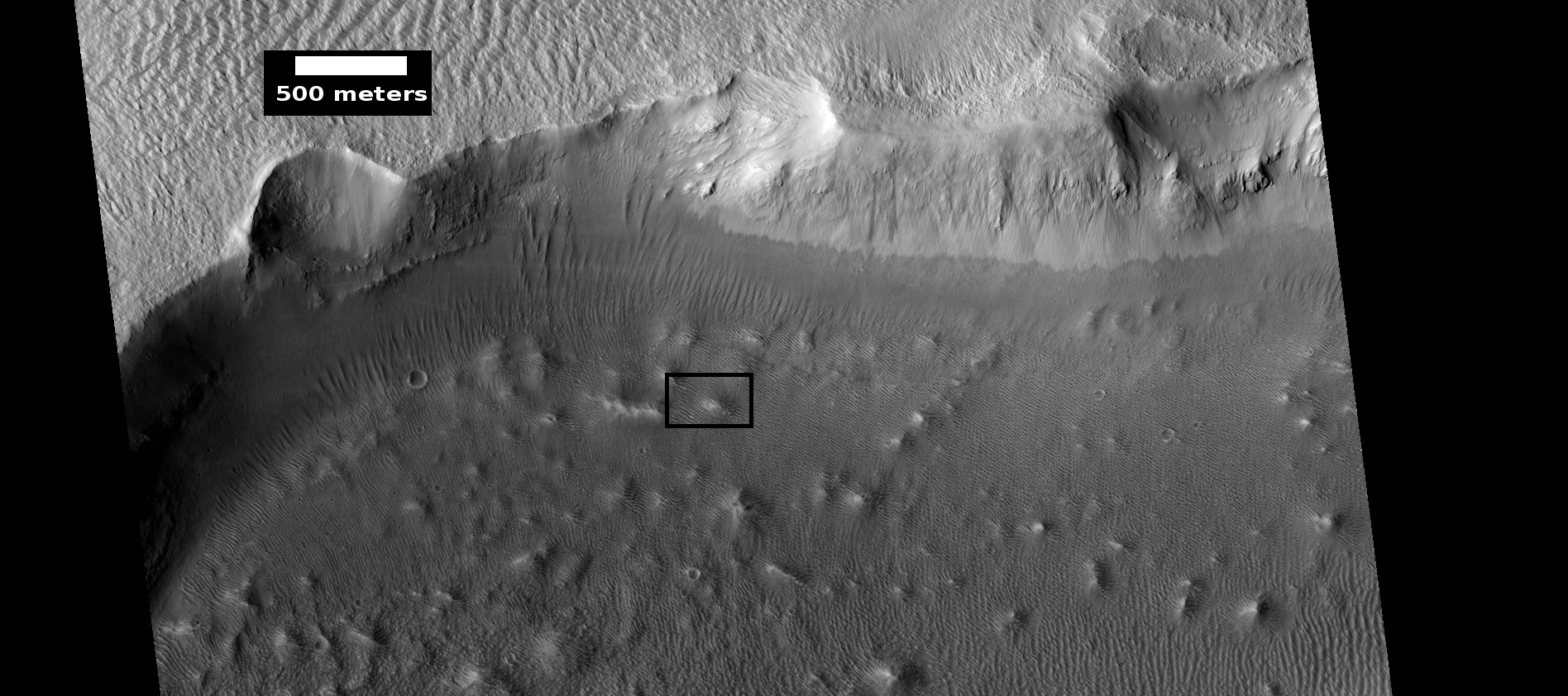
Pared y piso del cráter en Lycus Sulci, vistos por HiRISE bajo el programa HiWish. El suelo del cráter contiene muchos montículos y crestas. La parte de la caja está ampliada en la siguiente foto.
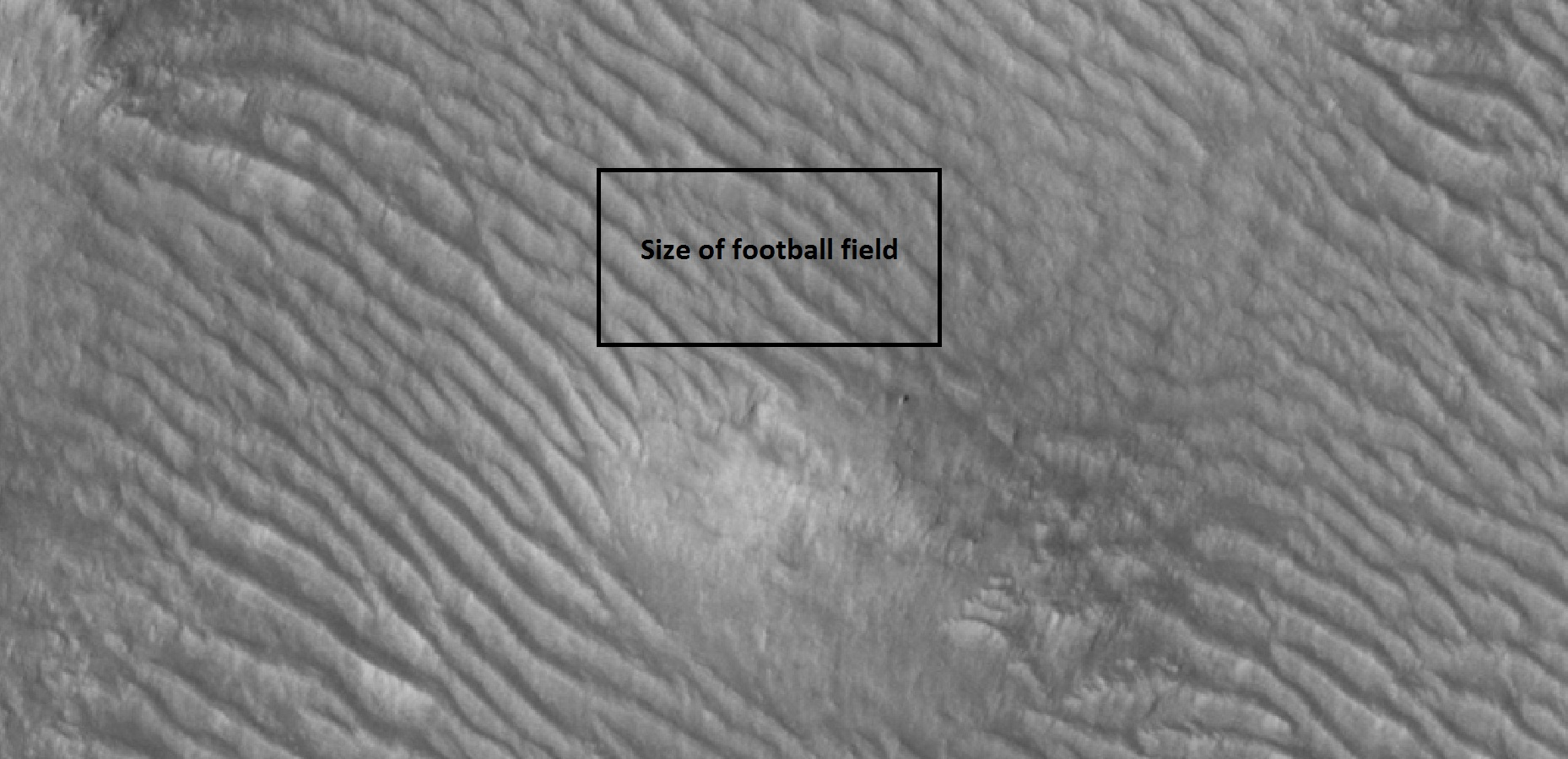
Primer plano de un montículo y crestas, visto por HiRISE bajo el programa HiWish.
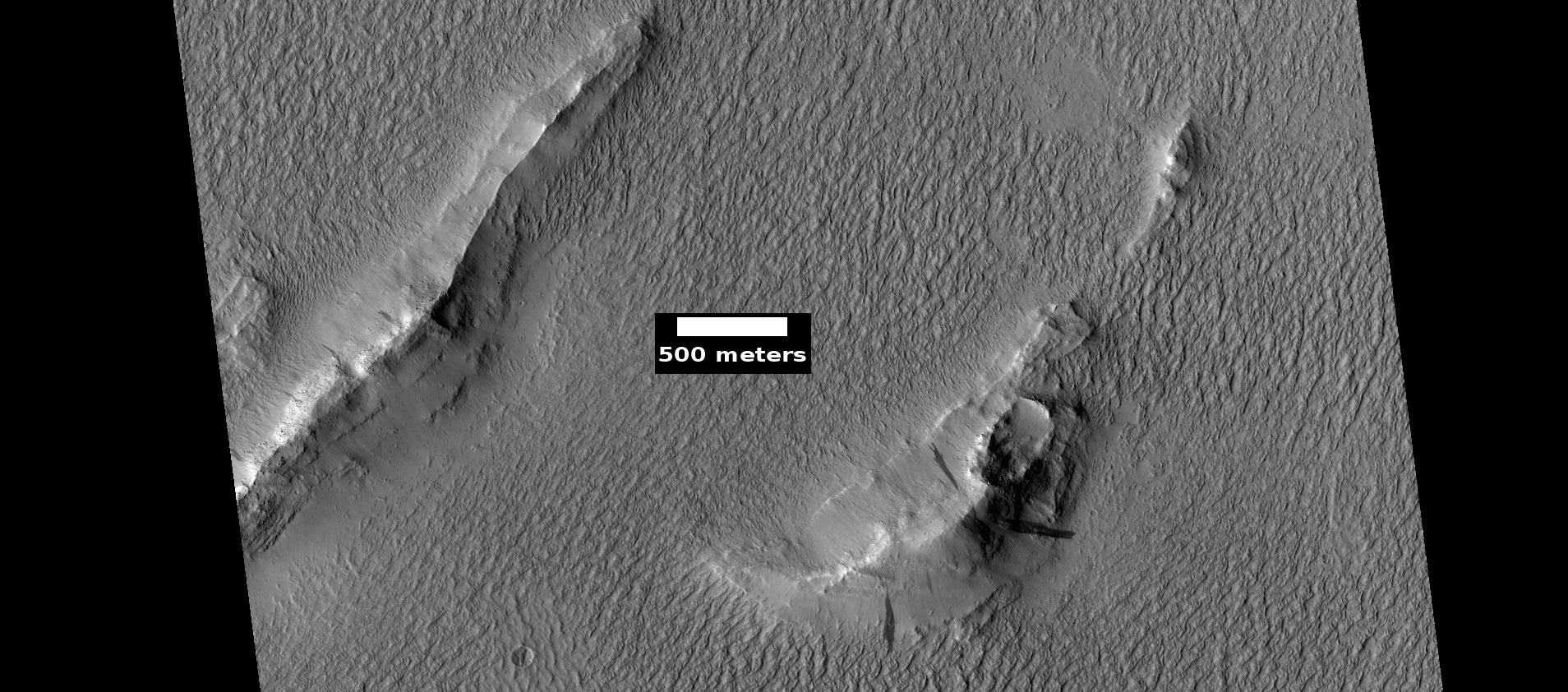
Capas y vetas de pendiente oscuras en Lycus Sulci, vistas por HiRISE bajo el programa HiWish
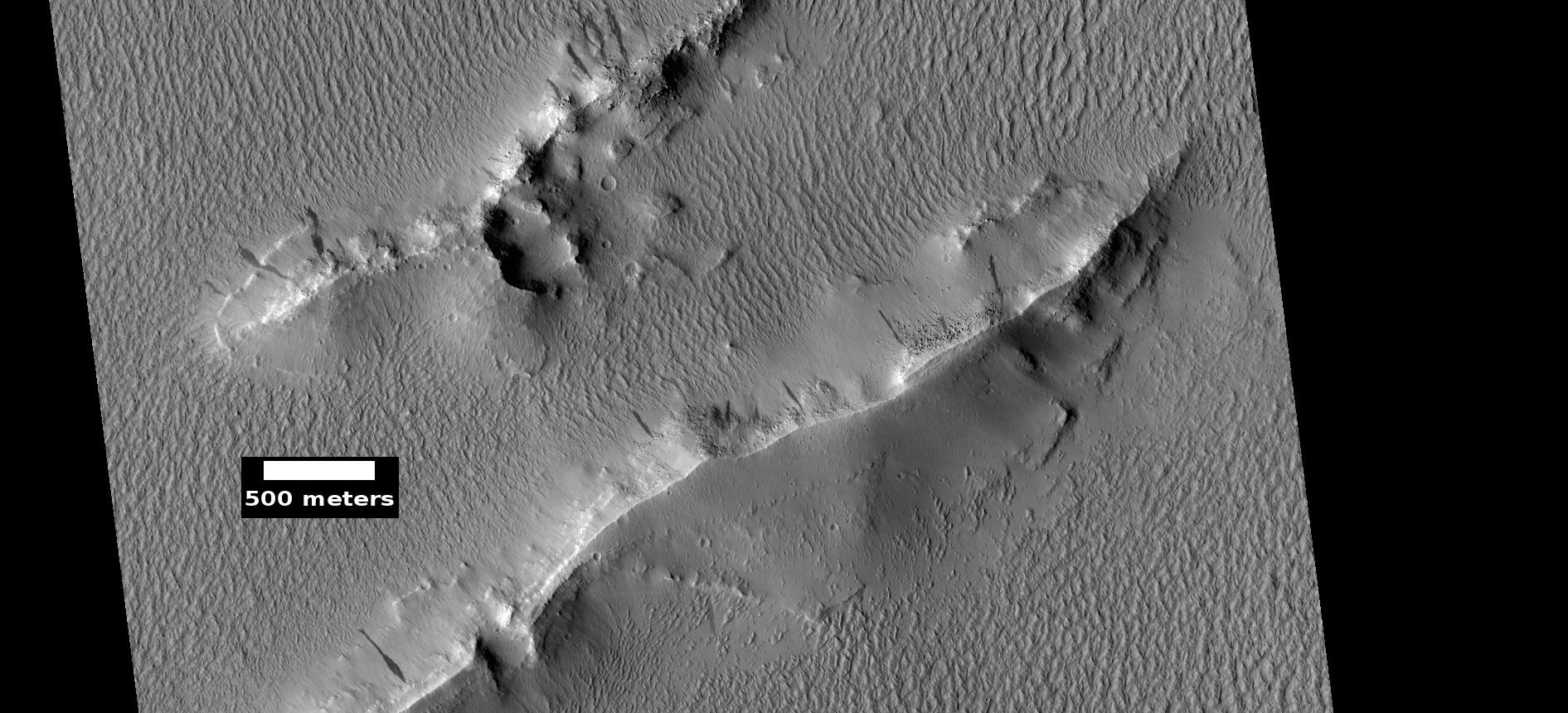
Capas y vetas de pendiente oscuras en Lycus Sulci, vistas por HiRISE bajo el programa HiWish